# Hector Lavoe Live
Héctor Lavoe Live es el primer álbum en vivo de Héctor Lavoe, grabado en el Club La Clave en Hialeah (Miami, Florida) el 19 de febrero de 1988 y publicado el 21 de octubre de 1997. En este disco se pueden oír los mayores éxitos de Lavoe como Plato de Segunda Mesa, Juanito Alimaña, Periódico de Ayer, una versión extensa de Mi Gente y una versión corta de El cantante. 

## Historia
En el año 1988, Albertico Rodríguez quien ya era un reconocido locutor de radio en Miami y director de salsa en la estación de radio Súper Q, conducía un programa que transmitía música en vivo todos los viernes por la noche directamente desde el club La Clave en Hialeah, en donde se presentaban cantantes como Frankie Ruiz, Pete "El Conde" Rodríguez, Eddie Santiago, Tommy Olivencia y más artistas. En esta oportunidad Héctor Lavoe fue contratado para actuar el viernes, 19 de febrero de 1988. Esa noche el club se encontraba repleto con ganas de ver y oír a Lavoe, aunque también se encontraban dudosos de que este llegue temprano ya que se había caracterizado por llegar tarde a sus presentaciones. Para sorpresa y alegría de todos, Héctor llegó temprano, no estaba drogado y cumplió al brindar una presentación que posteriormente saldría en el año 1997 por el sello Fania Records bajo la producción de Jerry Masucci.

## Lista de canciones
| N.º | Título                       | Compositor(es)              | Duración |  |
| 1.  | «Medley Mi Gente/A Las Seis» | Johnny Pacheco              | 14:47    |  |
| 2.  | «Periódico De Ayer»          | C. Curet Alonso             | 7:52     |  |
| 3.  | «Rompe Saragüey»             | Virgilio González           | 9:01     |  |
| 4.  | «Plato De Segunda Mesa»      | C. Curet Alonso             | 6:44     |  |
| 5.  | «La Murga»                   | Willie Colón & Héctor Lavoe | 6:48     |  |
| 6.  | «Juanito Alimaña»            | C. Curet Alonso             | 8:40     |  |
| 7.  | «Cuándo, Cuándo, Cuándo»     | Alberto Testa               | 5:28     |  |
| 8.  | «El Rey De La Puntualidad»   | Johnny Pacheco              | 8:49     |  |
| 9.  | «El Cantante (Close)»        | Rubén Blades                | 3:02     |  |